# Bernard Baruch
Pour les articles homonymes, voir Baruch.
 (janvier 2025).
Bernard Mannes Baruch, né le 19 août 1870 à Camden (Caroline du Sud) et mort le 20 juin 1965 à New York, est un homme d'affaires et un homme politique américain. Après son succès dans les affaires, il consacre son temps à conseiller les présidents démocrates Woodrow Wilson et Franklin D. Roosevelt sur les sujets économiques.

## Biographie
Bernard Baruch naît à Camden, en Caroline du Sud, fils de Simon et Belle Baruch et second de quatre garçons. Son père, le docteur Simon Baruch (1840-1921) était un immigré juif allemand arrivé aux États-Unis en 1855. Il sert comme chirurgien dans l'état-major du général confédéré Robert E. Lee durant la guerre de Sécession et est un pionnier de la physiothérapie, ainsi qu'un membre du Ku Klux Klan. Sa mère a des ancêtres juifs séfarades venus à New York avant le XVIIIe siècle et établis dans le commerce maritime. 
En 1881, sa famille déménage vers New York. Bernard Baruch est diplômé du City College de la ville et devient un courtier puis associé au sein de l'A. A. Housman and Company. Avec ses économies, il achète un siège au New York Stock Exchange et réunit une fortune importante avant l'âge de 30 ans grâce à la spéculation dans le marché du sucre. En 1903, il possède sa propre firme de courtage et gagne le surnom de « loup solitaire de Wall Street » en raison de son refus de rejoindre les autres maisons de courtage de la place. Vers 1910, il est devenu l'un des financiers les plus connus de la bourse de New York.
Pendant la Première Guerre mondiale, le 4 mars 1918, Bernard Baruch, alors spécialiste des matières premières et des métaux au conseil de défense national, est nommé président du War Industries Board, organisme chargé d'organiser l'économie de guerre aux États-Unis. Il accompagne le président Woodrow Wilson lors de la conférence de paix de Paris en 1919. Il ne se présente jamais à une élection mais soutient financièrement de nombreux parlementaires démocrates, devenant une figure populaire sur Capitol Hill.
Durant le programme du New Deal du président Roosevelt, Baruch est l'un des membres du Brain Trust et aide à constituer la National Recovery Administration (NRA).
Lors de la Seconde Guerre mondiale, il est conseiller sur les sujets économiques du président Roosevelt. Il préconise une économie de guerre avec un contrôle par le gouvernement fédéral de toute l'économie, estimant qu'en temps de guerre il y n'a pas de place pour l'économie de marché. On lui doit des mesures aussi diverses que le contrôle des loyers ou la production de caoutchouc de synthèse.
En 1946, il est nommé par le président Truman représentant des États-Unis à la tout juste créée Commission de l'énergie atomique des Nations unies. Il suggère l'élimination des armes nucléaires après l'implantation d'un système international de contrôle et de sanction. Bien que largement perçu comme non qualifié sur le sujet par de nombreux scientifiques ou membres de l'administration Truman, il présente le 14 juin 1946 le plan Baruch, une version modifiée du plan Acheson-Lilienthal, à la Commission, qui propose un contrôle international de la toute nouvelle énergie atomique. Mais l'Union soviétique rejette l'offre qu'elle juge inéquitable car les États-Unis possèdent déjà l'arme atomique.
Il continue de conseiller sur les affaires internationales jusqu'à sa mort à 94 ans. Il est enterré au cimetière de Flushing dans le Queens, à New York.

## Honneurs
Le Baruch College, une université publique de New York, est nommé d'après lui. En 1960, pour son 90e anniversaire, un banc lui est officiellement dédié dans le parc Lafayette, juste en face de la Maison Blanche.

## Dans la culture populaire
Bernard Baruch est joué par Larry Gates dans le film Funny Lady.